# Boiga dendrophila
La ularburong (Boiga dendrophila) es una serpiente de la familia colubridae del sudeste asiático, en concreto de Malasia y algunas islas indonesias. Llamada ularburong'en malayo, que significa serpiente de árbol y también llamada serpiente del manglar.

## Subespecies
- Boiga dendrophila occidentalis - Indonesia (Babi, Batu Archipelago, Nías, Sumatra)
- Boiga dendrophilaannectens - Indonesia (Kalimantan); Brunéi; Malasia (East Malaysia).
- Boiga dendrophila dendrophila - Indonesia (Java).
- Boiga dendrophila divergens - Filipinas (Luzón, Polillo)
- Boiga dendrophila gemmicincta - Indonesia (Célebes).
- Boiga dendrophila latifasciata - Filipinas (Mindanao)
- Boiga dendrophila levitoni - Panay (y otras de las Bisayas)
- Boiga dendrophila melanota: Tailandia, Malasia, Singapur, Indonesia (Sumatra)
- Boiga dendrophila multicincta: Filipinas (Balabac, Palawan)

## Galería

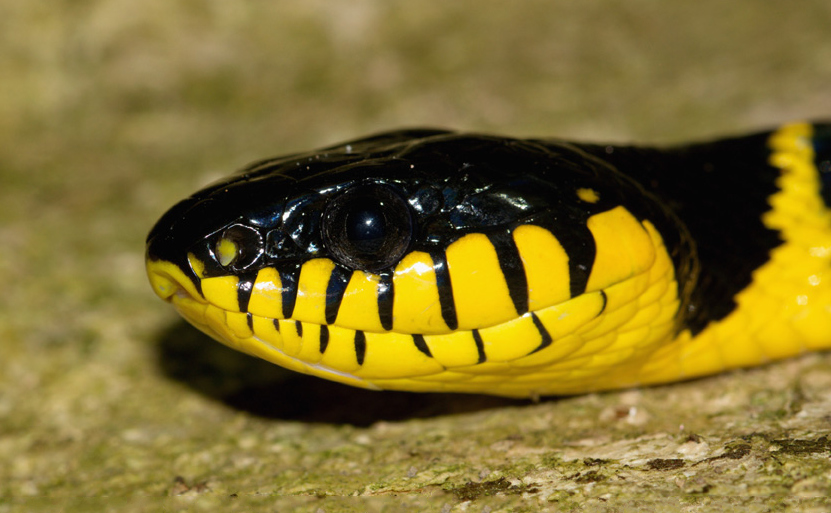
En Singapur.
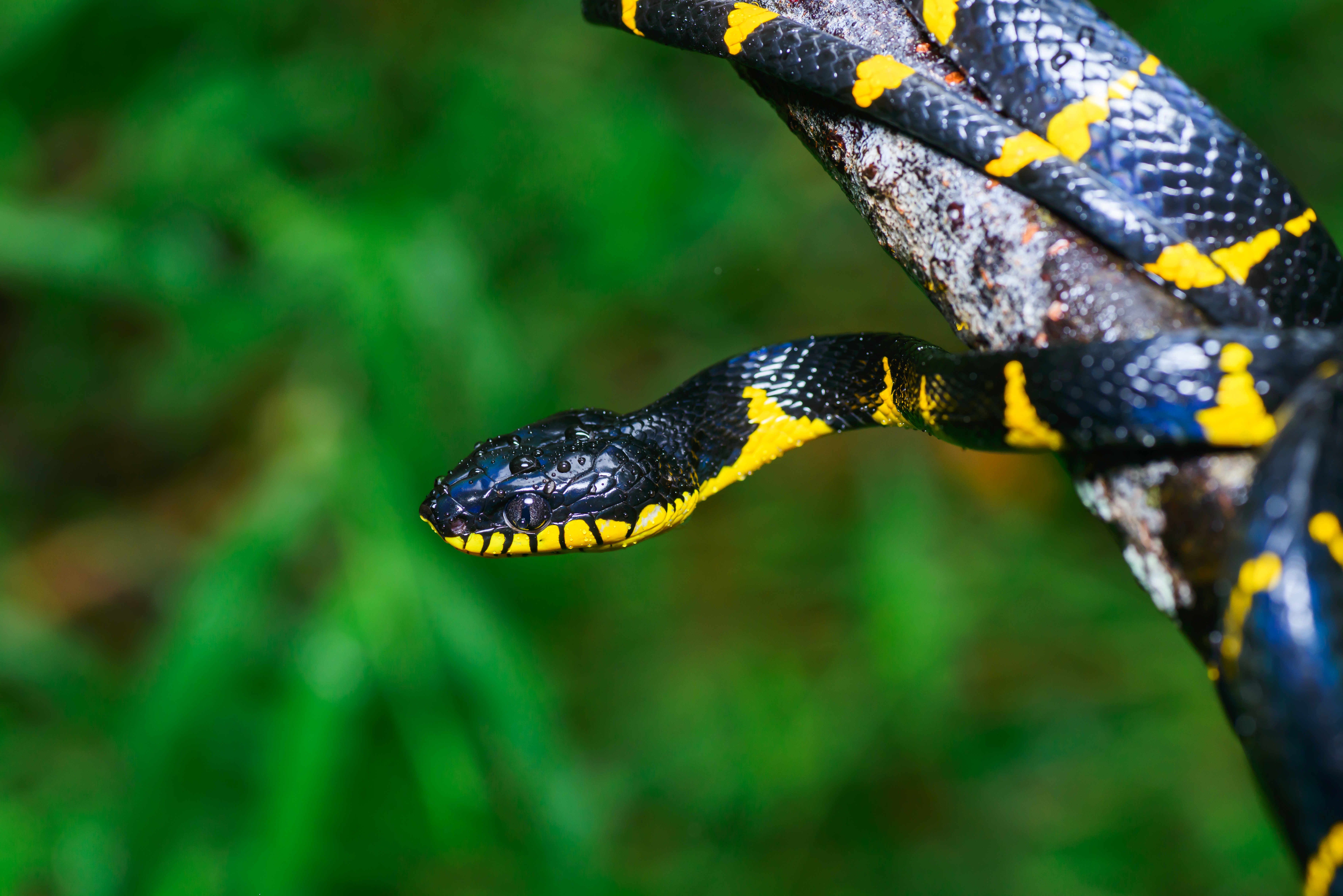
En el Parque Nacional Khao Sok, Tailandia